# Тепанеки

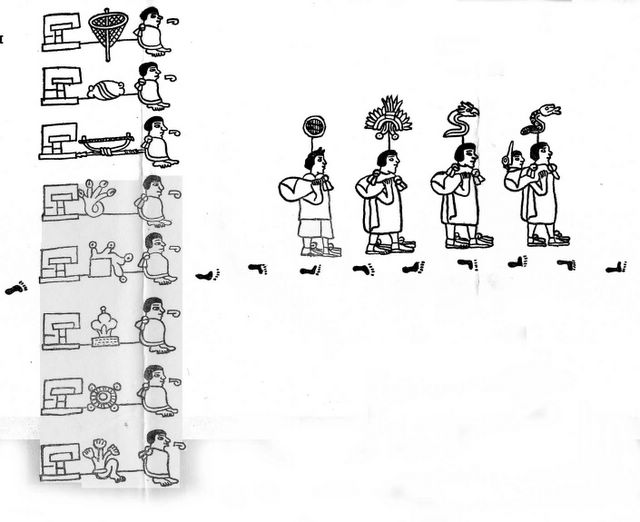
Перехід тепанеків у центральну Мексику

Тепанеки — племена Месоамерики, які розмовляли мовою науатль. Були родичами ацтеків. З'явилися у Мексиці наприкінці XII — на початку XIII ст. Брали участь у зруйнуванні держави тольтеків. За легендою перший вождь Ксолотль зайняв західний берег озера Тескоко. Невдовзі тепанеки на чолі із Аколнауакатлем зайняли Ацкапоцалько. Спочатку тепанеки займали території міст Айточко, Куахімальпан, Осойокак, Коатепек, Койоуакан. Протягом XIII — XV ст. вони приєднали до своїх володінь значну територію — долини Мехіко, Морелос, підкорили міста Толан, Атолонілко, Халтокан, Куапауак, Колуакан, Чалько, Хочимілько, Тепайокан, Тепоцотлан. Найсильнішими державами тепанеків були Ацкапоцалько та Тлакопан. Перша набула найбільшої могутності за тлатоані Тесосомока, який підкорив значну територію, включно з Тескоко. Володарі Теночтитлану платили йому данину. Проте наступник Тесосомока — Макстла (Маштла) — не зміг зберегти цю велику державу. У 1428 році об'єднані сили Теночтитлану, Тлакопана та Тескоко розгромили Макстлу та зруйнували тепанекську імперію.
У новій Ацтецькій імперії керувати тепанеками став Тлакопан (першим таким правителем став Тотоквіхуастлі). Надалі вага тепанеків, їхньої знаті в Ацтецькій імперії знижувалася. Більшість влади перебрали на себе Теночтитлан та Тескоко.